# شبه جزيرة سان فرانسيسكو

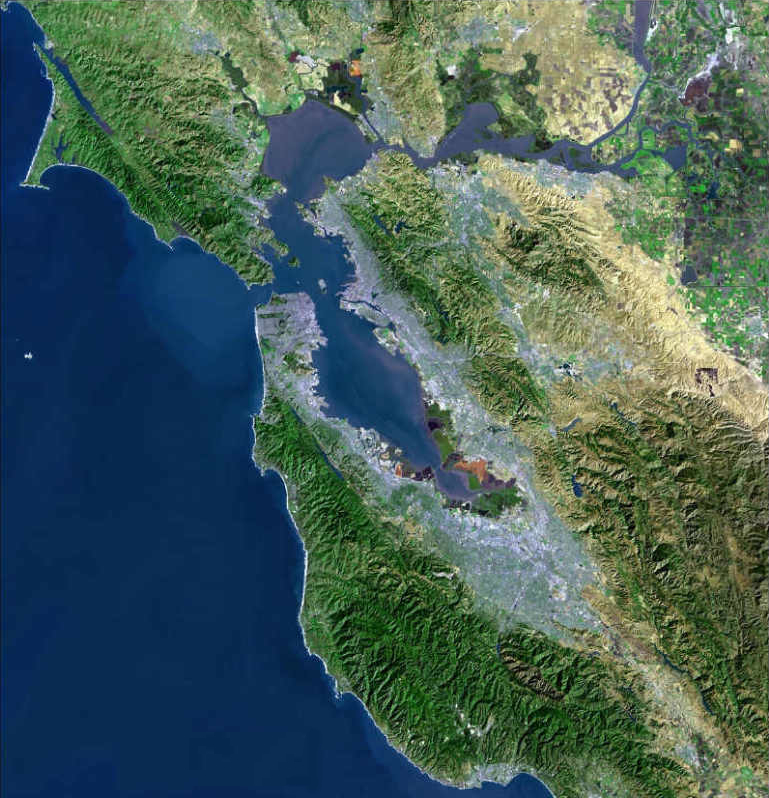
صوره من القمر الصناعي لمنطقة خليج سان فرانسيسكو، وتبرز شبه جزيرة سان فرانسيسكو نحو الشمال. وتقع سان فرانسيسكو أعلى طرفها.

شبه جزيرة سان فرانسيسكو (بالإنجليزية: San Francisco Peninsula) تقع في منطقة خليج سان فرانسيسكو التي تفصل بين خليج سان فرانسيسكو والمحيط الهادئ. يقع على طرفها الشمالي مدينة ومقاطعة سان فرانسيسكو، ومن الطرف الجنوبي مقاطعة سانتا كلارا بما في ذلك مدينة بالو ألتو ومدينة لوس التوس، وماونتن فيو. وتحتل مقاطعة سان ماثيو معظم شبه الجزيرة يليها سان فرانسيسكو ومقاطعة سانتا كلارا، بالإضافة إلى بعض المدن والبلدات مثل أثرتون وبلمونت وبريسباني وبورلينغامي وكولما ومدينة دالي وشرق بالو ألتو، إل غرناطة وفوستر سيتي، هيلزبوروغ، إل أي هوندا، مينلو بارك، مونتارا، باسيفيكا، بورتولا فالي ريدوود سيتي، سان برونو، سان كارلوس، سان غريغوريو، سان ماتيو، جنوب سان فرانسيسكو، ووودسايد.
في حين يشير مصطلح شبه الجزيرة (جغرافياً) إلى كامل أجزاء جزيرة سان فرانسيسكو ولكنها (محلياً) لا تشمل سان فرانسيسكو.

## وصلات خارجية
معلومات عامة حول شبه جزيرة سان فرانسيسكو، (بالإنجليزية)